# Тадеуш Порембський
Тадеуш Казімєж Порембський (пол. Tadeusz Kazimierz Porębski; 16 квітня 1931, Бельсько-Бяла — 17 липня 2001, Варшава) — польський професор-механік і комуністичний політик. У 1970-х роках — ректор Вроцлавської політехніки. У 1980-х роках — член політбюро та секретар ЦК ПОРП. Партійний куратор системи освіти. У 1988—1989 роках — віцеголова сейму. Належав до ортодоксального крила ПОРП, усунений від влади під час політичних реформ. Доктор технічних наук.

## З науки у політику
У 1956 році закінчив машинобудівний факультет Вроцлавського політехнічного університету. З 1961 року — доктор технічних наук, з 1969 року — професор. Спеціалізувався на механіці твердого тіла, поглиблено вивчав сферу втоми матеріалів. Завідував профільною кафедрою, очолював Центральну лабораторію опору матеріалів. У 1969—1980 роках Тадеуш Порембський — ректор Вроцлавської політехніки.

Тадеуш Порембський не планував політичної кар'єри, але був секретарем комітету ПОРП Вроцлавської політехніки. З цієї причини він став керівником університетської дисциплінарної комісії. Брав участь у переслідуваннях студентів-учасників акцій протесту березня 1968 року. Типовим покаранням був виключення та призов до армії.
Ректор не кидав слів на вітер. Відразу почала діяти спеціально створена за погодженням з міністерством освіти дисциплінарна комісія, яка випускала свої вердикти (на основі матеріалів, наданих СБ і свідоцтв, отриманих при допитах демонстрантів). Про наміри комісії секретар університетського комітету ПОРП інформував СБ.
Після цього Порембський почав просуватися партійною лінією.

## Професор ідеологічної конфронтації
У 1980—1983 роках Тадеуш Порембський — секретар Вроцлавського комітету ПОРП. У 1980—1989 роках — член ЦК ПОРП, депутат сейму ПНР. У 1981 році, на тлі гострої кризи, протиборства ПОРП з «Солідарністю» та воєнного стану, професор Порембський став членом політбюро та секретарем ЦК ПОРП, тим самим увійшовши до вищого керівництва. З липня 1986 до лютого 1989 року опікувався системою освіти ПНР. У 1988—1989 роках — віцеголова сейму.
У політиці Порембський займав тверді ортодоксальні позиції. Виступав за посилення ідеологічного контролю та репресій проти опозиції. У перший період «Солідарності» та за воєнного стану намагався придушити антикомуністичний рух у Вроцлаві. Ці спроби виявилися марними. У 1980—1981 роках близько третини вроцлавських членів ПОРП здали партквитки. У 1982—1983 роках цей науково-промисловий центр став оплотом радикальної Солідарності, яка бореться.

## Відставка за ортодоксію
До кінця 1988 року під тиском масових протестів генерали Ярузельський і Кіщак взяли курс на угоду з «Солідарністю». При цьому здійснено серйозні кадрові зміни у керівництві ПОРП. Представники «партійного бетону», включно з Тадеушем Порембським і Юзефом Барилою, виведено зі складу ЦК.
У 1989 році Порембського направлено послом до СФРЮ, але вже у 1990 році відкликано урядом Тадеуша Мазовецького. З 1994 року працював у Центральному інституті охорони праці. Від політики дистанціювався.
Помер у віці 70 років, похований на цвинтарі Військові Повонзки. У траурній церемонії взяли участь офіційні представники канцелярії тодішнього президента Польщі Александра Квасневського та факультету машинобудування Вроцлавського політехнічного університету.

## Нагороди
- командорський хрест з зіркою Орден Відродження Польщі[7][8]
- офіцерський хрест Орден Відродження Польщі (1970)[7][8]
- Хрест Заслуги (золотий)[7][8]
- Медаль «40 років перемоги у Великій Вітчизняній війні 1941—1945 рр.»[9]
- Ювілейна медаль 100-річчя від дня народження Георгія Димитрова (Болгарія, 1983)[10]